# Dominique Lacaud
Dominique Lacaud, né le 4 février 1952 à Issoudun, est un pilote automobile français de compétition en circuit sur voitures de sport, Grand tourisme, Supercar, monoplaces, et Sport-prototypes. Il a également participé à des courses de côte.

## Biographie
Dominique Lacaud commence sa carrière en compétition à la fin des années 1970.
Il remporte le Championnat de France des circuits (organisé pour les voitures du Groupe 6) en 1984, en gagnant cette année-là à Nogaro, La Châtre, aux 6 Heures du Castellet sur Lola T298 BMW, puis à Magny-Cours et Montlhéry, après avoir été deuxième de la Course de côte Saint-Ursanne - Les Rangiers la saison précédente sur cette même T298 (il a participé cinq fois à celle du Mont-Dore, entre 1977 et 1982). 

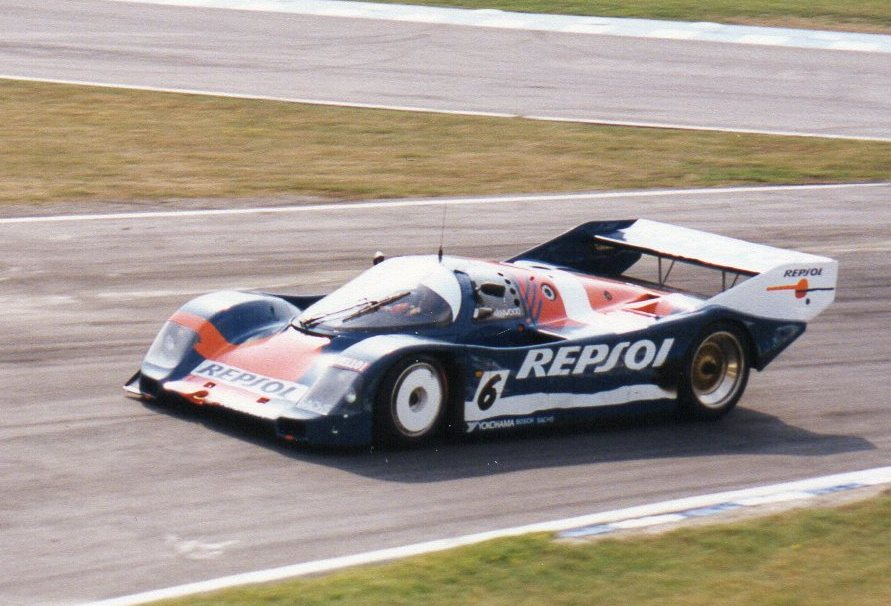
Une Brun Porsche 962C, ici aux couleurs Repsol pour les 480 kilomètres de Brands Hatch 1989 (équipage Brun / Pareja, 6e).

Il participe aux 24 Heures du Mans à dix reprises entre 1978 et 1994 et obtient une dixième place en 1989 sur la Porsche 962 C de l'écurie helvète Brun Motorsport, après avoir été onzième deux ans auparavant avec l'équipe Louis Descartes (il a aussi été quinzième en 1980 avec Hans-Joachim Stuck sur sa propre BMW M1). Il se classe encore 4e puis 5e aux 4 Heures du Mans en 1995 puis 1996, et 6e lors des 4 Heures de Spa en 1998.
Son parcours se termine en 2002 après une ultime apparition en course sur Debora à Dijon (8e) en championnat du monde des voitures de sport (FIA-SCC).